# Philinopsis ctenophoraphaga
Philinopsis ctenophoraphaga is een slakkensoort uit de familie van de Aglajidae. De wetenschappelijke naam van de soort is voor het eerst geldig gepubliceerd in 2011 door Gosliner.